# 四川省歌舞剧院
四川省歌舞剧院原名四川歌舞团，是中華人民共和國四川省的一個藝術機構，设有歌剧团、歌舞团、创作组、舞美队。该院于1953年成立。1980年以来赴亚、欧、美的几十个国家访问演出。後來機構全稱更名為四川省歌舞剧院有限責任公司。